# 레전드 오브 그림록
《레전드 오브 그림록》(Legend of Grimrock)은 올모스트 휴먼이 제작한 던전 크롤 액션 롤플레잉 게임이다. 2012년 4월 마이크로소프트 윈도우로 처음 출시된 후 같은 해 12월에 리눅스 및 OS X판이 발매됐으며, 2015년 4월에 iOS판이 출시됐다. 2011년 2월에 설립된 핀란드의 4인 개발사 올모스트 휴먼의 첫 작품이다.
1987년에 발매된 《던전 마스터》에 영향을 받아 실시간 전투방식을 채택한 것이 특징으로, 플레이어는 4인으로 구성된 모험대를 조종해 던전을 돌파하는 것이 게임의 목표이다. 게임플레이는 크게 전투와 퍼즐 두 가지로 나뉘며, 적을 해치울수록 기술을 강화하고, 던전의 각 층마다 있는 퍼즐을 푸는 방식으로 장비를 획득할 수 있다.
2014년 4월 후속작 《레전드 오브 그림록 II》가 출시됐다.